# Gartenstadt Farmsen

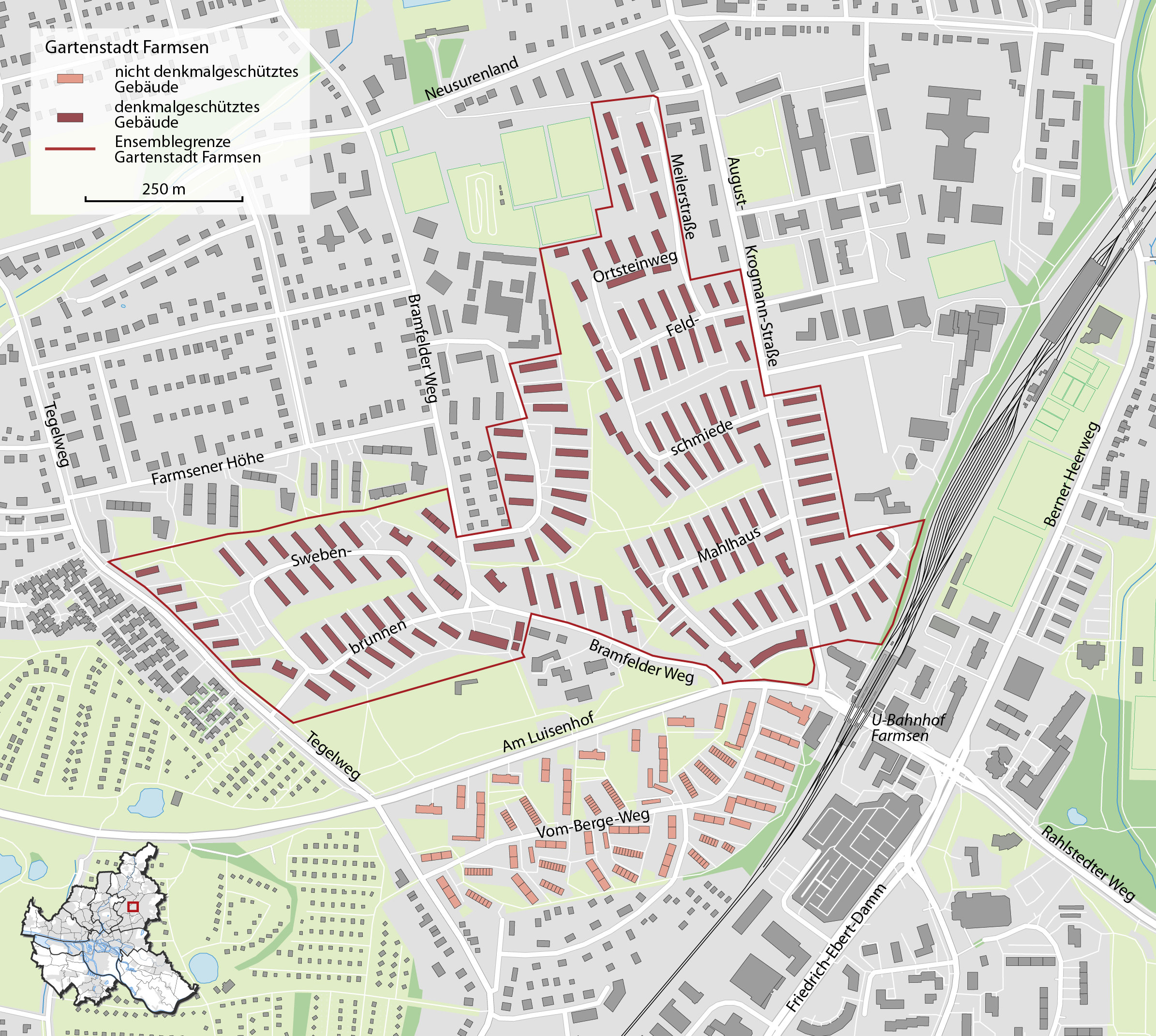
Karte der Gartenstadt Farmsen

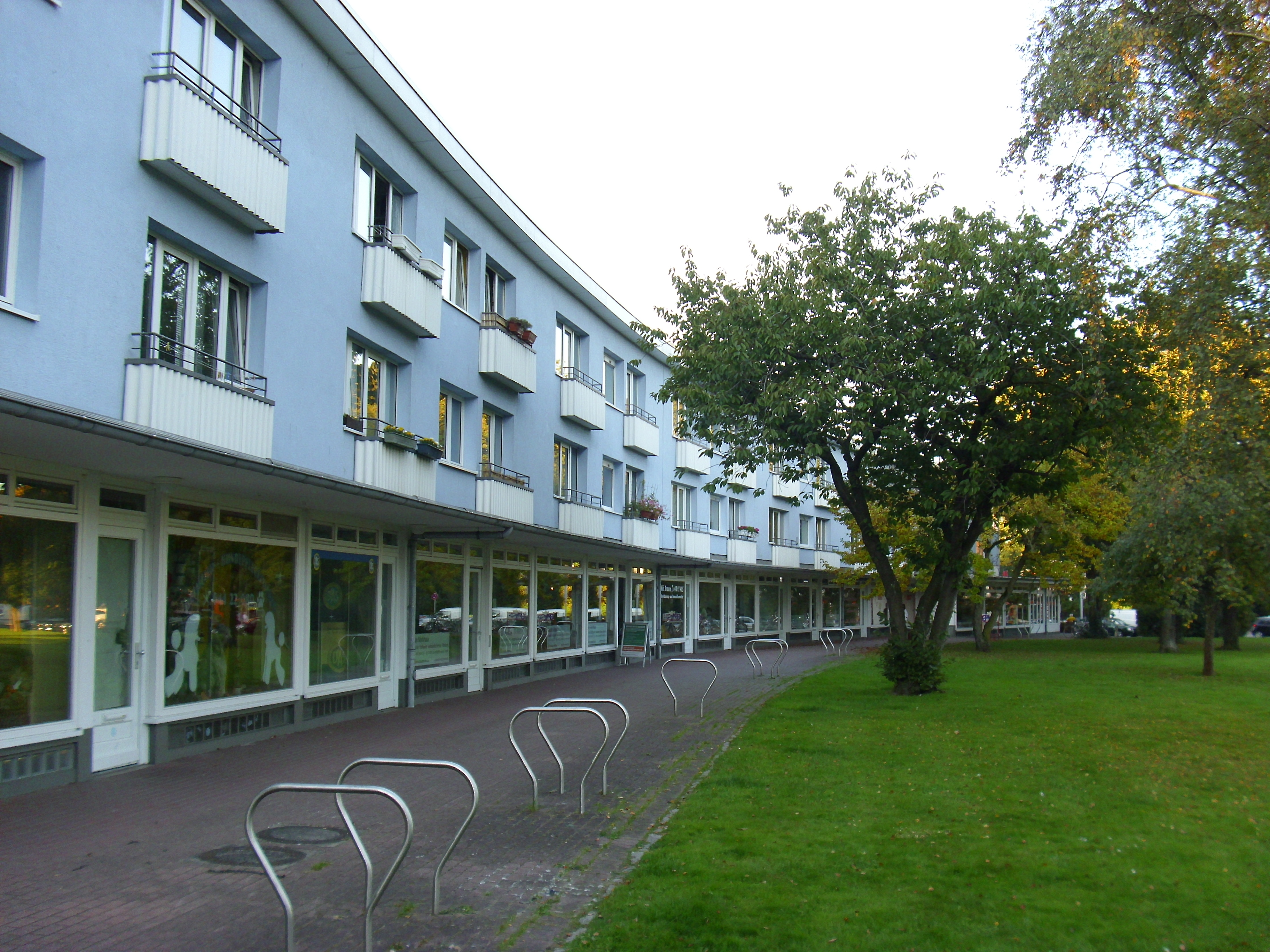
Ladenzeile in der Nähe des U-Bahnhofs Farmsen

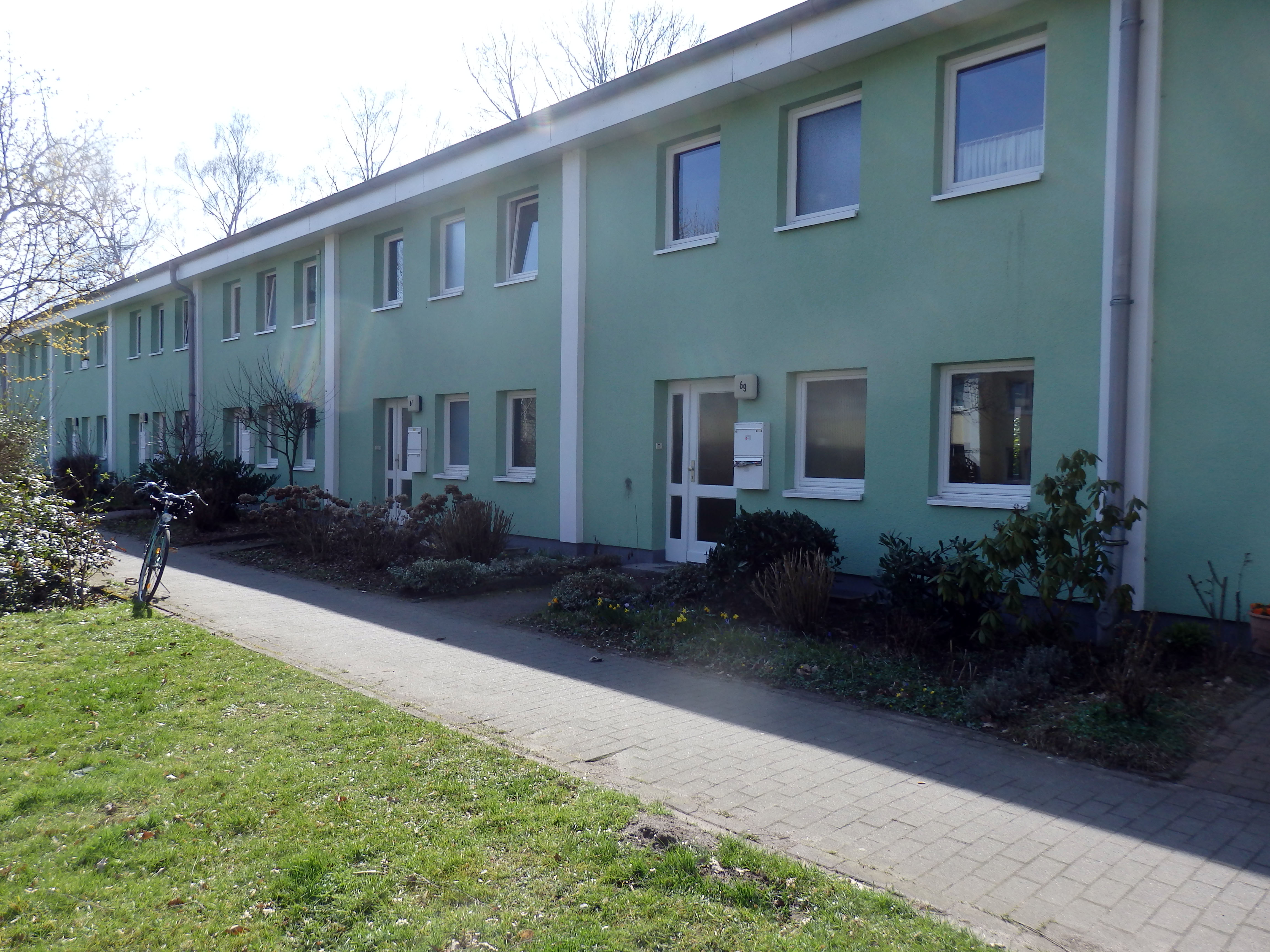
Typische Reihenhäuser mit Zuwegung

Die Gartenstadt Farmsen ist eine denkmalgeschützte Großwohnsiedlung im Hamburger Stadtteil Farmsen-Berne. Sie wurde 1953 bis 1954 nach Entwürfen von Hans Bernhard Reichow und Otto Gühlk erbaut. Bauherr und Eigentümer war damals die gewerkschaftseigene Neue Heimat Hamburg, seit 1992 gehören die Häuser der Stadt Hamburg und sind langfristig an die Wohnungsbaugenossenschaft mgf Gartenstadt-Farmsen eG verpachtet.  

## Lage
Der Schwerpunkt der Siedlung liegt westlich des U-Bahnhofs Farmsen zwischen den Straßen Am Luisenhof und August-Krogmann-Straße. Neben dem südlichen Teil der August-Krogmann-Straße, dem östlichen Teil von Am Luisenhof und dem südlichen Teil des Bramfelder Wegs werden üblicherweise die Straßen Mahlhaus, Feldschmiede, Ortsteinweg, Meilerstraße, Swebengrund, Swebenhöhe, Swebenbrunnen, Vom-Berge-Weg, die Südseite der Farmsener Höhe, der südöstliche Teil des Tegelwegs und ein kleiner Teil des Hornissenwegs zur Siedlung gezählt.
Ein definierter Mittelpunkt der Siedlung existiert nicht, das Versorgungszentrum mit einer kleinen Ladenzeile befindet sich nahe der Abzweigung Am Luisenhof / August-Krogmann-Straße und geht damit in das heutige Stadtteilzentrum um den U-Bahnhof und den Einkaufstreffpunkt Farmsen über. Ebenfalls im südöstlichen Siedlungsteil am Bramfelder Weg liegt die zur Siedlung gehörende Erlöserkirche.

## Geschichte
Im Zuge des Wiederaufbaus Hamburgs nach dem Zweiten Weltkrieg wurde ab den frühen 1950er-Jahren auch der Neubau größerer Siedlungen in den Außenbezirken der Stadt erforderlich. So sollte das Wohnungsangebot vor allem für Familien mit niedrigem Haushaltseinkommen verbessert werden. Die Planungskonzeption für die Siedlung in Farmsen zielte ganz bewusst auf eine niedrige Einwohnerdichte unter Berücksichtigung der Ideen einer damals so genannten „organischen Stadt“. Der Plan Reichows für die Siedlung wendete dabei konsequent das Radburn-System an, indem er Fuß- und Radwege von allen Straßen trennte, die Wohnhäuser an Straßenschleifen anordnete und zwei parkartig angelegte Grünzüge durch die Siedlung führte. Zentrale Einrichtungen wie Schule, Einkaufsmöglichkeiten und Kirche sind sowohl von den für Kraftfahrzeuge vorgesehenen Straßen als auch von den davon getrennten Fuß- und Radwegen zu erreichen.
Da die Kosten niedrig gehalten werden sollten, stattete man zunächst den Großteil der Wohnungen nur mit Ofenheizungen und Duschbädern aus. Ebenfalls verwendete man kostengünstige Konstruktionen und Materialien wie Putzfassaden und Flachdächer. So blieben zwar die Mieten zu Beginn niedrig, allerdings musste die Neue Heimat von 1977 bis 1980 eine sehr aufwändige grundlegende Sanierung und Modernisierung vornehmen. Dazu gehörte die Erneuerung von Fassaden und Dächern sowie die Modernisierung der Heizungen, Fenster und Treppenhäuser. Eine weitere Sanierung erfolgte nach der Übernahme der Siedlung durch die Genossenschaft in den Jahren 1992 bis 1996.
Im Jahre 2003 begann die Genossenschaft mit einem Modellprojekt, um für mehr als die Hälfte der Wohnungen das benötigte Warmwasser über Solaranlagen zu erzeugen und die Wärmedämmung der Fassaden deutlich zu verbessern. Die umfangreichen Sanierungen waren 2015 abgeschlossen.

## Wohnkonzept
Die Siedlung besteht aus großzügigen Grünflächen mit eingestreuten Wohngebäuden. Zur Vermeidung von Durchgangsverkehr wurden Stichstraßen und Schleifen angelegt, viele Gebäude sind darüber hinaus nur durch Fußwege erschlossen. Ein wesentliches Kennzeichen der Siedlung ist ihre recht geringe Bebauungsdichte mit einer Geschossflächenzahl von nur 0,29. Auf einer Grundfläche von knapp 81 ha wurden insgesamt 2874 Wohnungen errichtet, was selbst im Vergleich zu anderen Gartenstadtsiedlungen wenig ist.
Im Unterschied zu den benachbarten Gartenstädten der Vorkriegszeit in Wandsbek und Berne ist die Farmsener Gartenstadt vorwiegend mit Reihenhäusern bebaut. Die Bebauung besteht zu 70 % aus zweigeschossigen Reihenhäusern und zu 30 % aus drei- bis sechsgeschossigen Wohnhäusern. Die höchsten Gebäude sind an auffälligen Stellen angeordnet und sollten einen Blickfang der Siedlung bilden. Die Wohnungsgrößen liegen zwischen 40 und 67 m² und entsprechen damit dem Standard der Bau- und Planungszeit. Eine mit der Gartenstadt vergleichbare Siedlung ist die ebenfalls von Reichow geplante Gartenstadt Hohnerkamp in Bramfeld.

## Denkmalschutz und Archäologie
Das Ensemble der Gartenstadt Farmsen wurde im Jahr 2003 als „wichtigstes Beispiel für die Verbindung von Wohnen im Grünen in Hamburg“ unter Denkmalschutz gestellt. Es gilt in seiner Gesamtheit als „wichtiges Zeugnis der Wiederaufbauleistung nach dem Zweiten Weltkrieg“.
Bei Ausgrabungen während des Baus der Siedlung wurden 14 eisenzeitliche Hofanlagen freigelegt. Die Funde befinden sich heute im Archäologischen Museum Hamburg, auf dem Gelände selber gibt es einen Lehrpfad zum Leben in der Eisenzeit und den örtlichen Funden.